# William Spottiswoode

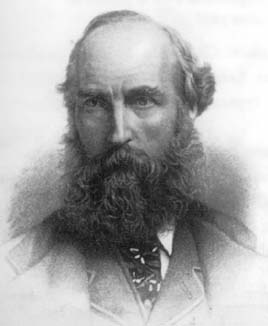
William Spottiswoode

William Spottiswoode (ur. 11 stycznia 1825 w Londynie, ur. 27 czerwca 1883) – angielski matematyk i fizyk.

## Życiorys
Kształcił się w Oksfordzie, potem był dyrektorem drukarni królewskiej. Podróżował po Rosji wschodniej i po Węgrzech, podróże te opisał w A tarantasse, journey trongh Eastern Russia (1857) i Vacation tourist in 1860.